# 미스터 앤 미스터 대디
《미스터 앤 미스터 대디》(영어: Ideal Home)는 미국에서 제작된 앤드루 플레밍 감독의 2018년 코미디 드라마 영화이다. 스티브 쿠건, 폴 러드 등이 출연하였고, 에런 라이더 등이 제작에 참여하였다.
2018년 2월 15일 마디 그라 영화제에서 전 세계 최초로 상영되었으며, 2018년 6월 29일 미국에서 개봉되었다.

## 출연
- 스티브 쿠건 - 이래즈머스 브럼블 역
- 폴 러드 - 폴 모건 역
- 잭 고어 - 에인절/빌 브럼블 역
- 앨리슨 필 - 멀리사 역
- 제이크 맥도먼 - 보 브럼블 역
- 로라 마티네즈커닝햄 - 가르시아 씨 역
- 모니크 칸델라리아 - 구티에레즈 경관 역
- 프랜시스 리 매케인 - 도리스 역
- 케이트 월시 - 케이트 역
- 드루 드로기 - 드루 역

## 기타 제작진
- 공동 제작: 케이티 머스터드
- 협력 제작: 데이비드 샤프
- 배역: 팸 딕슨
- 미술: 토니 패닝
- 세트: 윌헬름 파우
- 의상: 주디스 R. 겔먼

## 개봉
2016년 5월 렘스타 필름스가 이 영화의 캐나다 배급권을 취득하였다. 2018년 2월 15일 마디 그라 영화제에서 전 세계 최초로 상영되었다. 곧 브레인스톰 미디어가 2018년 6월 28일 미국 내 영화배급권을 취득하였다.